# Lankesteria thyrsoidea
Lankesteria thyrsoidea är en akantusväxtart som beskrevs av Spencer Le Marchant Moore. Lankesteria thyrsoidea ingår i släktet Lankesteria och familjen akantusväxter. Inga underarter finns listade i Catalogue of Life.